# Скикевич, Игорь Викторович
Игорь Викторович Скикевич (9 ноября 1965, п. Затобольск, Казахстан) — первый русский парапутешественник, параальпинист России №-1, общественный деятель. Изобретатель и конструктор первой в мире самоходной подводной инвалидной коляски, обладатель географического Оскара - престижной международной Национальной премии "Хрустальный компас". Эксперт по паратуризму.
Руководитель отдела по работе с молодёжью Экспедиционного центра "АРКТИКА", действительный член «Русского географического общества», член Совета патриотических организаций Центрального Исполкома «ОФИЦЕРЫ РОССИИ», член Федерации Альпинизма России, член Российского военно-исторического общества.

## Биография
Родился 9 ноября 1965 года в посёлке Затобольск, Казахстан. В 1970 году семья переехала на Сахалин. Детство и юность Игоря прошли в Углезаводске. Затем до 30 лет жил в Южно-Сахалинске.
C 1984 по 1986 год служил в армии, в инженерных войсках.
В 21 год окончил радиотехническое училище по специальности «Радиомастер». Увлекаясь музыкой, открыл частную студию звукозаписи.
С 1988 по 2007 год занимался краеведческой, археологической и туристической деятельностью на о. Сахалин и в Приморском крае.
Инвалидом Игорь Скикевич в результате грубейшей врачебной ошибки стал в 2007 году, в возрасте 42 лет, проживая в Уссурийске. Был удалён шейный позвонок с вердиктом докторов до конца жизни быть прикованным к кровати.
Однако Игорь сам разработал персональную методику восстановления и после упорных длительных тренировок, максимально себя восстановил, чтоб активно жить в инвалидной коляске.
В настоящее время проводит экспертизы и тестирование туристических маршрутов на доступность, привлекательность и содержательность для инвалидов и здоровых людей.
- Организует и проводит мотивационные встречи "Верить в себя, жить по мечте" и уроки мужества в рамках популяризации активного образа жизни и гражданско-патриотического воспитания детей и молодежи на местах пребывания, в городах РФ и на туристических маршрутах. Занимается благотворительной деятельностью в помощь больным детям, основав благотворительный фонд "Компас жизни".
В 2015 году Игорь Скикевич совершил в честь 70-летия Победы одиночную Трансроссийскую экспедицию, преодолев автостопом в инвалидной коляске более 20000 километров. Путешествие длилось 168 дней, с 21 мая по 4 ноября. Эстафета памяти с флагом Победы прошла под девизом «Мы помним — мы гордимся» по городам России от Севастополя до острова Шикотан, мыс «Край Света». Во время экспедиции Игорь Скикевич посетил 65 городов России.
Живёт и работает в Москве.
- Готовится к Арктической экспедиции в рамках Международной гуманитарной комплексной экспедиционной программы "Мир от Полюса до Полюса" ЭЦ "АРКТИКА" . Состоит в рабочей группе программы.
2020 г - Основал первую российскую школу международного образца для спортивно-адаптивного дайвинга совместно с дайв-центром "УТРИШ", г Анапа.

## Достижения
- 2015 — Одиночная Трансроссийская экспедиция Севастополь—Шикотан.[15] Игорь Скикевич преодолел автостопом в инвалидной коляске более 20000 километров[7][9][10][12].
- 2016 — Изобретение первой в мире самоходной подводной инвалидной коляски[16][17][18]. В августе 2017 года Игорь Скикевич получил патент на изобретение за номером 2629164 «Самоходная подводная инвалидная коляска Скикевича» Авторы Скикевич Игорь Викторович (RU),Форманюк Вячеслав Сергеевич (RU). Также был получен патент на полезную модель  «Самоходная подводная инвалидная коляска Скикевича» за номером 172073 Авторы Скикевич Игорь Викторович (RU), Форманюк Вячеслав Сергеевич (RU).
- 2017 — Начало кругосветного путешествия[19]. 26 сентября 2017 года Игорь Скикевич отправился из Таганрога в кругосветное многоэтапное путешествие, намереваясь по максимуму преодолеть многие задачи, связанные с резервами человеческих возможностей.
- 2018 г. - Совершил первые самостоятельные вертикальные восхождения в инвалидной коляске на скалах в акватории Владивостока в классе - скалолазание.
- 2019 г. - Совершил сложное для инвалидов самостоятельное вертикальное восхождение в  инвалидной коляске на скальном массиве о.Шкота, сдав начальный норматив по альпинизму. Принят в членство "Федерации альпинизма России". Стал первым инвалидом-колясочником в стране, обладателем знака  "Альпинист России". Доказал возможность дальнейшего развития новой спортивной дисциплины - параальпинизм[20].

## Награды
- Лауреат первой Национальной премии «Хрустальный Компас» в номинации «Гражданская позиция» за вклад в сохранение национального наследия[21]
- Лауреат Международной премии в области путешествий и туризма «Русский путешественник» им. Н.Н.Миклухо-Маклая
- Медаль имени П.И. Рикорда за выдающийся вклад в развитие Дальнего Востока 2018 в области путешествий и туризма.
- Благодарственное письмо Общественной палаты РФ за участие в Национальной комплексной программе «Держава XXI век»